# Ijeoma Grace Agu
Ijeoma Grace Agu  est une actrice nigériane.

## Biographie
Aînée d'une fratrie de cinq enfants, elle a grandi à Benin City et à Lagos et obtient un diplôme en biochimie à l'université Nnamdi Azikiwe en 2007. Elle est mariée au réalisateur Daniel Emeke Oriahi.
Sa carrière d'actrice a commencé sur scène au Bénin à l'âge de 14 ans. En 2007, elle fait sa première apparition à l'écran dans la série télévisée Eldorado. Elle fait également partie de la programmation de l'Olympiade culturelle des Jeux olympiques de Londres en 2012.
Elle remporte le prix de l'actrice la plus prometteuse aux Best of Nollywood Awards 2014 pour son rôle dans Misfits puis est nommée dans la catégorie de la meilleure actrice dans un second rôle dans les films Jimi Bendel et Taxi Driver lors de la 12e édition des Africa Movie Academy Awards en 2016.
Elle remporte le prix de la meilleure actrice dans un second rôle pour son rôle dans Swallow lors des Africa Movie Academy Awards 2022.

## Filmographie
- The Arrangement
- Beyond Blood
- One Room
- The Choice of Aina
- Flower Girl
- From Within
- Just Not Married
- Kpians: The Feast of Souls (2014)
- Taxi Driver
- Hoodrush
- Misfits
- Love In A Time of Kekes
- Women Are Scum
- Package deal
- Simple People
- Sylvia
- Swallow